# Terapia racional emotiva conductual
La terapia racional emotiva conductual, cuyo acrónimo es TREC (REBT, por sus siglas en inglés derivadas de Rational Emotive Behavior Therapy), es una psicoterapia progresión de la terapia racional y la terapia racional-emotiva creadas, modificadas y ampliadas por el psicólogo estadounidense Albert Ellis desde el año 1955 hasta su muerte en 2007. Se enfoca en resolver problemas emocionales y conductuales mediante un modelo de intervención activo-directivo, filosófico y empírico, representado por la secuencia A-B-C, encaminado a la reestructuración cognitiva. Es frecuentemente comparada e incluso complementada con la terapia cognitiva (TC) creada por Aaron T. Beck, otro teórico importante de la terapia cognitiva. Ambas terapias, la TREC y TC forman parte del grupo de terapias cognitivo-conductual (TCC)

## Historia
Ellis comenzó a desarrollar su modelo psicoterapéutico desde 1955, siendo, por tanto, un pionero del cognitivismo. Su forma de trabajar guardaba similitudes con la de Beck y actualmente existen muchas subcorrientes, variantes y escuelas que han utilizado los principios terapéuticos propuestos por ambos autores. Hoy en día la TREC de Ellis es seguida con un modelo que ha superado algunas de sus concepciones originales, ha incorporado una visión constructivista y adoptado nuevos recursos.
Ellis partió de los enfoques neofreudianos de Karen Horney, Alfred Adler, Erich Fromm y Harry Stack Sullivan, de los que más tarde se separó. Luego incorporó elementos del conductismo como la desensibilización sistemática y el refuerzo positivo de B. F. Skinner. Por otra parte, muchos elementos de la TREC están basados en los estudios del lenguaje de Alfred Korzybski, este autor comentaba que cuando las personas hablan de «ser» se refieren a una forma extremadamente generalizadora, por lo que al haber una tendencia a identificar el hacer de las personas con el ser de las personas, es decir definirse a partir de los actos, se llega a diversos conflictos emocionales. Además, Ellis también tomó en cuenta la filosofía moderna y antigua (principalmente autores del racionalismo), así como sus propias experiencias.
Ellis creó la TREC como una forma más activa, directiva y dinámica, en la que se requería que el terapeuta ayudase al cliente a comprender, que su filosofía personal contenía creencias que contribuían a sus dolores emocionales. Ellis creía que a través del análisis racional, la gente entendería sus creencias irracionales, y las cambiaría por una posición más racional. Para esto, él centró su teoría en la sencilla frase atribuida al filósofo estoico griego Epícteto: «Las cosas en sí no atormentan a los hombres, sino las opiniones que tienen de ellas». Por tanto, la idea central de la TREC es que son las percepciones y concepciones erróneas las que causan malestar y mediante un debate racional, se mejora la percepción de los hechos y se consiguen emociones y comportamientos apropiados.
Cabe destacar la difusión que a partir de 1976 alcanzaron entre el gran público los principios señalados por Ellis, con la publicación de Tus zonas erróneas, un libro de autoayuda del autor estadounidense Wayne Dyer que, basándose en las ideas similares a las de Ellis (aunque sin llegar a mencionarle directamente), llegaría a convertirse en el mayor éxito editorial de su género con más de 35 millones de copias vendidas.

## Concepción psicopatológica
El modelo básico de encuadre psicopatológico y clínico se sirve del modelo A-B-C. Tras un acontecimiento activador, suceso o situación (llamado momento A), se da lugar el desarrollo de un sistema de creencias (B, por «Beliefs», creencias en inglés), a partir de las cuales el sujeto desarrolla emociones, pensamientos y acciones (C, consecuencias). Las perturbaciones emocionales pueden ser causadas por creencias, valoraciones y demandas inflexibles (exigencias absolutistas) llamadas creencias irracionales que derivarán en emociones y conductas disfuncionales o desadaptativas.

### Creencias irracionales
Ellis en algún momento enumeró una serie de creencias irracionales, es decir, aquellas creencias que perturban al sujeto y que no le dejan vivir de manera satisfactoria. Esta lista ha dejado de ser un punto de énfasis en la TREC actual, aunque no ha perdido su validez. Algunas de ellas son: 
- Ser amado y aceptado por todos es una necesidad extrema.
- Sólo se puede considerar válido el ser humano si es competente, suficiente y capaz de lograr todo lo que se propone.
- Las personas que no actúan como «deberían» son viles y deben pagar por su maldad.
- La desgracia y el malestar humanos están provocados externamente y están fuera del control de una persona.
- Si existe algún peligro, debo sentirme bastante perturbado por ello.
- Es más fácil evitar las responsabilidades y dificultades de la vida que hacerles frente.
- Mi pasado ha de afectarme siempre.

Las ideas irracionales se han definido dentro de la TREC como el conjunto de creencias que no coinciden con la lógica y el método empírico-analítico, que además no sean funcionales para el individuo y sean autoderrotista. Son equiparables con las distorsiones cognitivas propuestas por Beck.

### Exigencias absolutistas
Además de creencias irracionales que pueda tener el consultante, las personas emocionalmente perturbadas se traban en demandas rígidas y absolutistas, que no pueden más que crear necesidades falsas y perturbantes. Estas exigencias versan sobre:
- Uno mismo: «Yo debo…» o «Yo necesito…». Por ejemplo: «Debo hacer las cosas bien», «No debo hacer el ridículo».
- Los demás: «Él debe..…» o «tú debes…»: «Las personas deben tratarme con amabilidad y ser siempre justos conmigo».
- El Mundo: «El mundo debe…» o «la vida debe…»: «El mundo debería ofrecerme una vida cómoda», «No es justo que la vida sea así».

La persona no siempre se da cuenta de que las tiene de forma clara, y menos aún de que son irracionales. Por ejemplo, la exigencia de «justicia» suele enlazarse con la creencia o noción personal, sin fundamento, de justicia, de moralidad y de relaciones humanas vista como la única en el mundo o la única que es correcta, sin que la persona haya examinado si realmente las cosas son así.
Si estas exigencias no se cumplen, surgen una serie de consecuencias, como son el tremendismo, la poca tolerancia a la frustración (PTF) y condena (hacia los demás o uno mismo), ira, culpa, etc.

## Cambio filosófico profundo
El énfasis de la TREC está en el cambio profundo en la filosofía de vida del consultante, y no meramente en una remisión de los síntomas. Esto se logra llegando, dentro del modelo A-B-C, al punto D: el debate racional emotivo o diálogo socrático modificado (que es la búsqueda de evidencias y refutación de ideas) enfocado a conseguir un nuevo efecto (punto E) más sano y adaptativo.
Para este propósito la TREC se destaca por:
- Su concepto humanista de «autoaceptación», basado en calificar a las conductas pero nunca a las personas. Aunque las conductas pueden ser correctas o erróneas, no se modifica la valía de los seres humanos.
- Aunque se sugiere inicialmente un abordaje científico consistente en la discusión empírica, pragmática y lógica, se suman a éste otros abordajes emotivos y conductuales acordes con las características y necesidades de cada paciente.

### Autoaceptación incondicional
Este concepto en un punto medular dentro de la TREC. Ellis partió desde la definición de «estimación positiva incondicional» del psicólogo humanista Carl Rogers, aplicada por las personas a sí mismas. Se distingue de «confianza en sí mismo» y «amor propio», pues Ellis suponía a éstas como formas extremadamente condicionadas de aceptación al poseerse sólo cuando se consigue un logro, un bien o una excelencia. Él argumentaba que para las personas es común basar su autoestima en situaciones variables como capacidades y cualidades que podían perderse y por tanto la autoestima se iría con ellas. Él propuso una autoaceptación o autoelección libre de condiciones, auto-clasificaciones, valoraciones y comparaciones con otros individuos. Dada su filosofía, si una persona obra mal no significa que necesariamente sea malo, pues a partir de una conducta no puede definirse la totalidad del ser. Para esto, él uso un proverbio de tradición católica: «Condena el pecado, no necesariamente al pecador».

## Distorsiones cognitivas
Relacionadas con las ideas irracionales, como se mencionó, están las distorsiones cognitivas, que son hábitos de pensamiento falaces, que producen creencias irracionales y que, por tanto, perturban emocionalmente al individuo y lo disponen a conductas riesgosas (por ejemplo, sexo inseguro, o bien recaer en conductas adictivas, como un adicto al alcohol que llega a pensar generalmente «¿para qué habré nacido?», «es sólo un trago», o «esto es una porqueria, mi vida no sirve, ¡qué más da!)». Entre ellas están el pensamiento emocional, la personalización, o la condenación (la evaluación global de un ser humano, atribuyendo una «mala esencia» a una persona que, como todos, tiene sus altas y bajas, sus momentos de sentirse bien y los de frustración). En muchos casos, son un intento de autoprotección o autorregulación ante estímulos adversos (estrategias de afrontamiento), que, sin embargo, no proveen una protección real al individuo; esto ocurre porque se pretende actuar casi del mismo modo ante situaciones que se perciben como amenazas reales, pero que están lejos de serlo.

## Terapia racional emotiva conductual en niños y adolescentes
Los terapeutas de la TREC, al intervenir con los más jóvenes, procuran tomar en cuenta las tareas de desarrollo de sus clientes tanto para la evaluación como para la intervención. Sus técnicas, en lugar de ser sólo modificaciones de diálogo socrático, incluyen actividades y métodos emocionales, cognitivas y conductuales diseñadas dentro de la clínica, de tal manera que se considera una vertiente terapéutica ajustada a estas poblaciones. Ha habido reportes preliminares de éxito y su uso se está extendiendo entre los clínicos, no obstante la necesidad de más estudios de resultado. Parte de la terapia se relaciona con los padres, puesto que son modelos de rol y agentes de reforzamiento. Se utiliza ensayo conductual y desempeño de roles, entrenamiento autoinstruccional, fotocopias con dibujos llamativos o caricaturescos ilustrando conceptos racional-emotivos, «pensar en voz alta», etc.

## Resultados clínicos e impacto
Dentro del amplio campo de las psicoterapias de orientación cognitiva-conductual, las propuestas de Ellis han sido especialmente útiles en el abordaje de la ira, ansiedad, las frustraciones, la fobia social, la timidez y las disfunciones sexuales. El impacto de la TREC ha influido a muchas otras teorías cognitivo-conductuales como la terapia del comportamiento racional de Maxie Clarence Maultsby, Jr., la terapia multimodal de Arnold A. Lazarus y la terapia cognitiva de Aaron T. Beck.

## Relación con respecto a la terapia cognitiva de Beck
Ha habido una amplia influencia mutua entre la TREC y el grupo de A.T.Beck, relativo a teoría y práctica. Hay grandes similitudes, sin embargo existen diferencias no despreciables. 
Por ejemplo, la TREC desfavorece cualquier evaluación de sí mismo (puesto que es improbable la identificación de una «esencia» de uno mismo, como si uno fuera fundamentalmente bueno o malo, sólo existen conductas favorables y desfavorables, sociables, funcionales o disfuncionales, etc), mientras que Beck procura lograr «confianza en uno mismo» y «autoestima». La TREC define las emociones respecto a los objetivos y valores de los consultantes, distinguiendo entre emociones negativas apropiadas e inapropiadas, mientras la TCC de Beck define emociones positivas y negativas por sí mismas.
Por otra parte, la TREC hace uso de técnicas de refuerzo operante, pero es escéptica con respecto al refuerzo social. La gente muchas veces hace las cosas «correctas» por razones «incorrectas». La terapia racional emotiva propone un cambio filosófico profundo que promueve la no-dependencia, favoreciendo los valores autónomos y no contingentes de las presiones de grupo, el refuerzo social.
No obstante, la TREC y la TCC contienen propuestas compatibles en gran medida, e incluso hay autores, como David Burns, que integran aportes de ambas escuelas.